# Foggia (tỉnh)
Tỉnh Foggia (Tiếng Ý: Provincia di Foggia) là một tỉnh ở vùng Apulia (Puglia) của Ý.
Tỉnh này cũng có tên là Capitanata, tên gốc là Catapanata. Tỉnh lỵ là thành phố Foggia.
Tỉnh Foggia có thể chia ra thành 2 phần: khu vực xung quanh tỉnh lỵ Foggia gọi là Tavoliere còn khu vực khác gọi là Gargano.
Khu vực Tavoliere là vùng đất thấp trồng nhiều nho, olive, khoai tây.
Khu vực Gargano là một bán đảo có một phần núi và rừng. Ở khu vực phía bắc có hai hồ nước mặn chính là Lesina và Varano.
Tỉnh này có diện tích 7.190 km² và tổng dân số là 686.856 người (2005). Có 64 đô thị (danh từ số ít tiếng Ý:comune) ở trong tỉnh này, xem Các đô thị tỉnh Foggia. Số lượng đô thị sẽ giảm xuống còn 61 vào năm 2009 khi 3 trong số đó sẽ được tách ra để lập tỉnh Barletta-Andria-Trani mới. 
Các đô thị quan trọng:
- Foggia, quê hương của Umberto Giordano.
- San Severo, tỉnh lỵ cũ, quê hương của Andrea Pazienza.
- San Giovanni Rotondo, quê hương của Padre Pio.
- Manfredonia
- Vieste, Mattinata và Peschici, các đô thị nghỉ mát ven biển.
- Lucera.